# Isabella di Clare (1226)

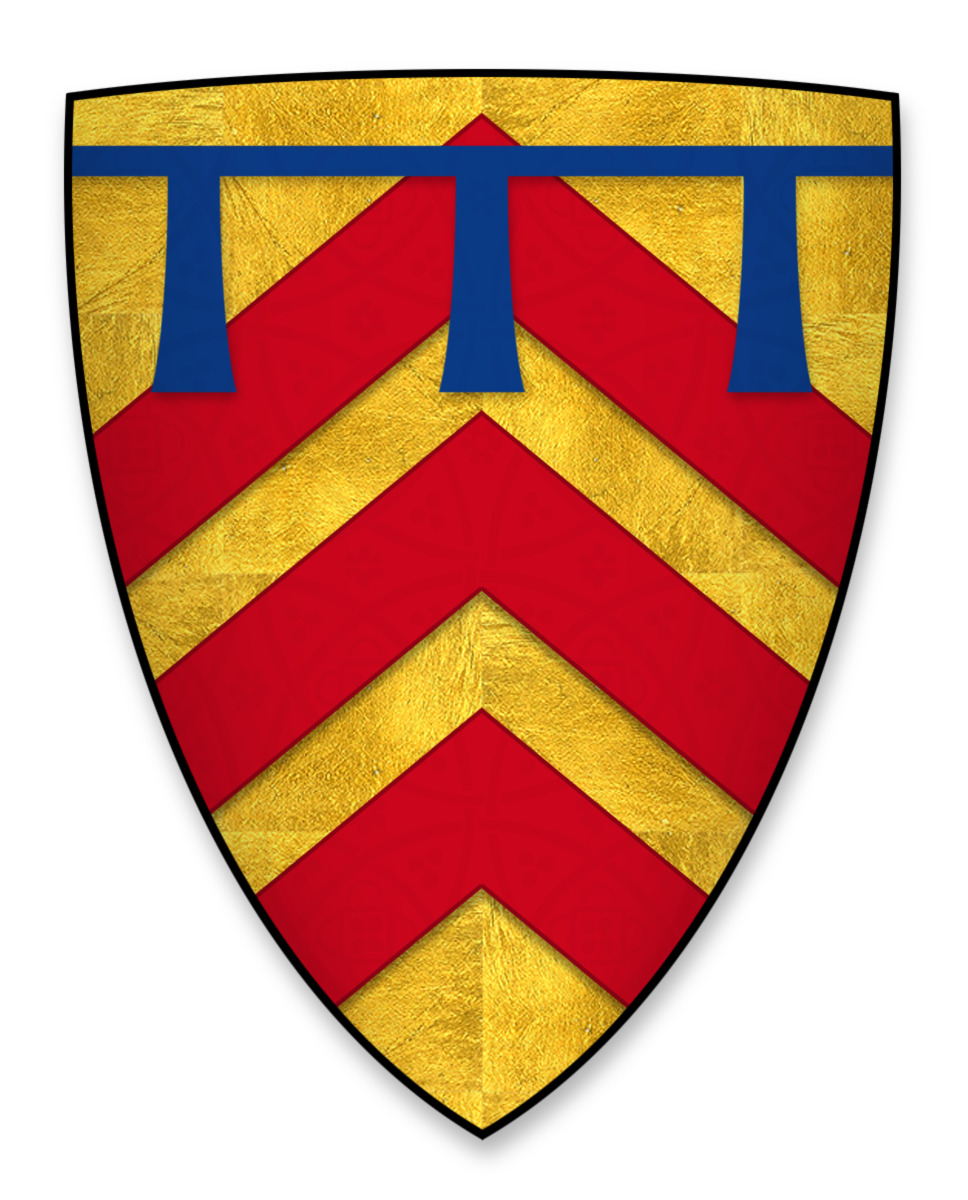
Stemma del padre Gilberto di Clare.

Isabel de Clare, italianizzata in Isabella di Clare (2 novembre 1226 – 1270 circa), è stata una nobile inglese, nonna di re Roberto I di Scozia.

## Biografia
Era una delle figlie di Gilberto di Clare, V conte di Gloucester e Isabella di Pembroke, due dei principali esponenti della nobiltà inglese dell'epoca. Non molto si sa di lei, se non che nel maggio 1240 venne data in sposa a Robert Bruce V, uno dei maggiori rampolli della nobiltà scozzese. Isabella portò in dote al marito la cittadina di Rip, che governarono assieme.
Praticamente nulla è noto della sua vita, e anche la data di morte è incerta: l'ultima sua menzione risale al 1264, mentre dieci anni più tardi il marito si era già risposato con Christina de Ireby.

## Discendenza
Diede al marito tre figli:
- Robert Bruce, VI signore di Annandale (1243-1304), padre di re Roberto I di Scozia;
- William Bruce;
- Richard Bruce (?-1287).

Un quarto figlio talvolta citato, Bernard Bruce, è un'errata identificazione del fratello di suo marito, anch'egli di nome Bernard.

## Ascendenza
|                                            |                         |                                         | Genitori                               |  |  | Nonni |  |  | Bisnonni                               |  |  | Trisnonni                              |  |
|                                            |                         |                                         |                                        |  |  |       |  |  | Ruggero di Clare, II conte di Hertford |  |  | Riccardo di Clare, I conte di Hertford |  |
|                                            |                         |                                         |                                        |  |  |       |  |  | Ruggero di Clare, II conte di Hertford |  |  | Riccardo di Clare, I conte di Hertford |  |
|                                            |                         | Alice de Gernon                         |                                        |  |  |       |  |  | Ruggero di Clare, II conte di Hertford |  |  |                                        |  |
| Riccardo di Clare, III conte di Hertford   |                         |                                         |                                        |  |  |       |  |  | Ruggero di Clare, II conte di Hertford |  |  |                                        |  |
|                                            |                         | Maud de St. Hilary                      | James de St. Hilary                    |  |  |       |  |  |                                        |  |  |                                        |  |
|                                            |                         | Maud de St. Hilary                      | James de St. Hilary                    |  |  |       |  |  |                                        |  |  |                                        |  |
|                                            |                         | Maud de St. Hilary                      | Aveline                                |  |  |       |  |  |                                        |  |  |                                        |  |
| Gilberto di Clare, V conte di Gloucester   |                         | Maud de St. Hilary                      |                                        |  |  |       |  |  |                                        |  |  |                                        |  |
|                                            |                         | Guglielmo di Gloucester                 | Roberto di Caen                        |  |  |       |  |  |                                        |  |  |                                        |  |
|                                            |                         | Guglielmo di Gloucester                 | Roberto di Caen                        |  |  |       |  |  |                                        |  |  |                                        |  |
|                                            |                         | Guglielmo di Gloucester                 | Mabel Fitzhamon                        |  |  |       |  |  |                                        |  |  |                                        |  |
| Amice FitzWilliam                          |                         | Guglielmo di Gloucester                 |                                        |  |  |       |  |  |                                        |  |  |                                        |  |
|                                            |                         | Hawisa de Beaumont                      | …                                      |  |  |       |  |  |                                        |  |  |                                        |  |
|                                            |                         | Hawisa de Beaumont                      | …                                      |  |  |       |  |  |                                        |  |  |                                        |  |
|                                            |                         | Hawisa de Beaumont                      | …                                      |  |  |       |  |  |                                        |  |  |                                        |  |
| Isabella di Clare                          |                         | Hawisa de Beaumont                      |                                        |  |  |       |  |  |                                        |  |  |                                        |  |
|                                            | Giovanni il Maresciallo | …                                       |                                        |  |  |       |  |  |                                        |  |  |                                        |  |
|                                            | Giovanni il Maresciallo | …                                       |                                        |  |  |       |  |  |                                        |  |  |                                        |  |
|                                            | Giovanni il Maresciallo | …                                       |                                        |  |  |       |  |  |                                        |  |  |                                        |  |
| Guglielmo il Maresciallo                   | Giovanni il Maresciallo |                                         |                                        |  |  |       |  |  |                                        |  |  |                                        |  |
|                                            |                         | Sibilla di Salisbury                    | Gualtiero di Salisbury                 |  |  |       |  |  |                                        |  |  |                                        |  |
|                                            |                         | Sibilla di Salisbury                    | Gualtiero di Salisbury                 |  |  |       |  |  |                                        |  |  |                                        |  |
|                                            |                         | Sibilla di Salisbury                    | Sybil de Chaworth                      |  |  |       |  |  |                                        |  |  |                                        |  |
| Isabella di Pembroke                       |                         | Sibilla di Salisbury                    |                                        |  |  |       |  |  |                                        |  |  |                                        |  |
|                                            |                         | Riccardo di Clare, II conte di Pembroke | Gilberto di Clare, I conte di Pembroke |  |  |       |  |  |                                        |  |  |                                        |  |
|                                            |                         | Riccardo di Clare, II conte di Pembroke | Gilberto di Clare, I conte di Pembroke |  |  |       |  |  |                                        |  |  |                                        |  |
|                                            |                         | Riccardo di Clare, II conte di Pembroke | Isabel de Beaumont                     |  |  |       |  |  |                                        |  |  |                                        |  |
| Isabella di Clare, IV contessa di Pembroke |                         | Riccardo di Clare, II conte di Pembroke |                                        |  |  |       |  |  |                                        |  |  |                                        |  |
|                                            |                         | Eva MacMurrogh                          | Dermot MacMurrogh                      |  |  |       |  |  |                                        |  |  |                                        |  |
|                                            |                         | Eva MacMurrogh                          | Dermot MacMurrogh                      |  |  |       |  |  |                                        |  |  |                                        |  |
|                                            |                         | Eva MacMurrogh                          | Mor O'Toole                            |  |  |       |  |  |                                        |  |  |                                        |  |
|                                            |                         | Eva MacMurrogh                          |                                        |  |  |       |  |  |                                        |  |  |                                        |  |